# Joe Bill Dryden Semper Viper Award
De Joe Bill Dryden Semper Viper Award is een onderscheiding die door Lockheed Martin aan een piloot wordt verleend  omwille van zijn uitzonderlijke capaciteiten.
Joe Bill Dryden was een beroemd piloot bij de United States Air Force en testpiloot bij General Dynamics. Hij verongelukte tijdens een testvlucht met een F-16 Fighting Falcon.
De Belg Frank De Winne was de eerste niet-Amerikaan die deze onderscheiding ontving in 1997. Hij slaagde erin om zijn F-16 veilig aan de grond te krijgen niettegenstaande motorstoringen en het uitvallen van boordinstrumenten. Hij opteerde niet om zijn schietstoel te gebruiken waarbij er grote kans was dat het toestel zou neerstorten in de dichtbevolkte omgeving van Leeuwarden.